# Banā'em
Banā'em (persiska: بنائم, بنایم) är en ort i Iran.   Den ligger i provinsen Östazarbaijan, i den nordvästra delen av landet, 500 km väster om huvudstaden Teheran. Banā'em ligger 1 555 meter över havet och antalet invånare är 309.
Terrängen runt Banā'em är huvudsakligen kuperad, men den allra närmaste omgivningen är platt. Runt Banā'em är det ganska tätbefolkat, med 90 invånare per kvadratkilometer. Närmaste större samhälle är Malekān, 15,7 km väster om Banā'em. Trakten runt Banā'em består i huvudsak av gräsmarker.